# مقاطعة هدزبيث (تكساس)
مقاطعة هدزبيث (بالإنجليزية: Hudspeth  County)‏ هي إحدى المقاطعات في ولاية تكساس، الولايات المتحدة الأمريكية.